# Tumbler (szklanka)

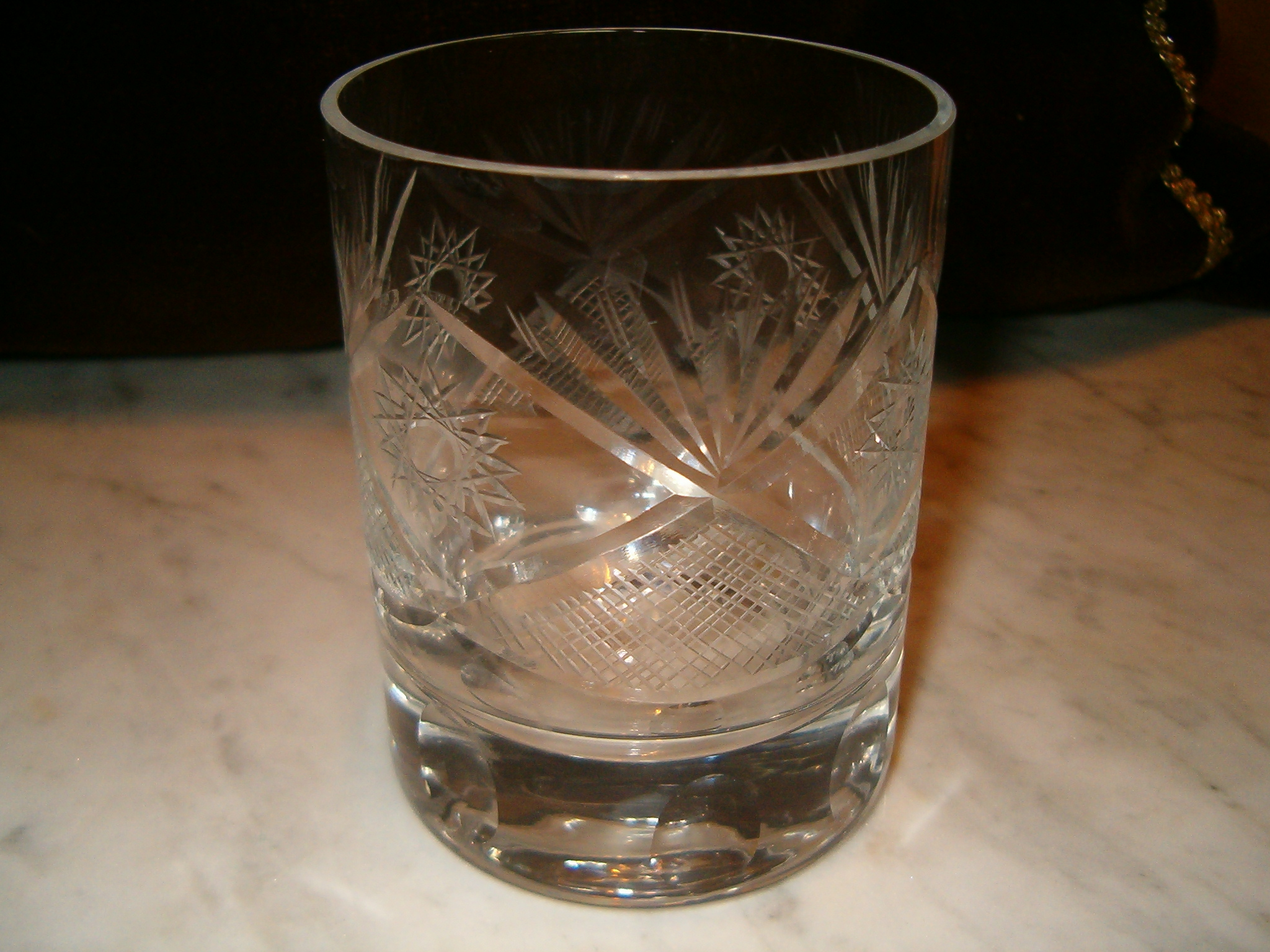
Czeski old fashioned tumbler

Tumbler (z ang.)  – szklanka z grubym dnem. Niski, szeroki tumbler nosi nazwę old fashioned tumbler, a wysoki highball.